# Phytomyza novitzkyi
Phytomyza novitzkyi är en tvåvingeart som beskrevs av Erich Martin Hering 1958. Phytomyza novitzkyi ingår i släktet Phytomyza och familjen minerarflugor.
Artens utbredningsområde är Österrike. Inga underarter finns listade i Catalogue of Life.